# 陶伊日木音淖尔
陶伊日木音淖尔是一个位于中国内蒙古自治区锡林郭勒盟的湖泊，面积约为6.36平方千米，属于蒙新高原湖区。它的一级流域为内流区诸河，二级流域为内蒙古内流区。